# Zbigniew Wawak
Zbigniew Jerzy Wawak (ur. 10 lutego 1967 w Bielsku-Białej) – polski polityk, adwokat, poseł na Sejm III kadencji.

## Życiorys
Ukończył w 1993 studia na Wydziale Prawa Kanonicznego i Świeckiego Katolickiego Uniwersytetu Lubelskiego. Pracował jako zastępca dyrektora Biura Rozwoju Miasta w Bielsku-Białej. W 1997 został posłem III kadencji z listy Akcji Wyborczej Solidarność, w 2001 bez powodzenia ubiegał się z listy Akcji Wyborczej Solidarność Prawicy o reelekcję (otrzymał 5898 głosów). Później rozpoczął prowadzenie kancelarii adwokackiej.
Bezskutecznie ubiegał się o stanowisko prezydenta Bielska-Białej z ramienia komitetu Razem Polsce w 2002 (otrzymał 14,92% głosów) oraz jako kandydat komitetu „Solidarne Miasto” w 2006 (uzyskał 6,73% głosów). Przez kilkanaście lat należał do Zjednoczenia Chrześcijańsko-Narodowego. Był m.in. sekretarzem generalnym tego ugrupowania (2000–2002). W 2007 przeszedł (wraz z m.in. Henrykiem Goryszewskim) do Ligi Polskich Rodzin, w tym samym roku bez powodzenia kandydował z jej listy do Sejmu w przedterminowych wyborach parlamentarnych. W wyborach do Parlamentu Europejskiego w 2014 był bezpartyjnym kandydatem Ruchu Narodowego. Rok później został wiceprezesem nowo powołanego Stowarzyszenia Chrześcijańsko-Narodowego oraz członkiem rady politycznej partii RN.